# 二條良基
二條良基（1320年－1388年7月16日），日本南北朝時代公卿，官位從一位、關白、太政大臣，二條道平之子，二條家第五代當主。

## 系譜
- 父：二條道平
- 母：西園寺婉子
- 子嗣：
  - 二條師良
  - 二條師嗣
  - 一條經嗣